# البيت العربي (مجلة)
ملحق خاص بمجلة العربي يهتم بشؤون البيت العربي تصدره وزارة الإعلام بدولة الكويت.